# Джанфорте, Грег
Грегори Ричард Джанфорте (англ. Gregory Richard Gianforte; род. 17 апреля 1961, Сан-Диего) — американский политик, губернатор штата Монтана (с 2021). Член Республиканской партии.

## Биография
В 1983 году получил в Технологическом институте Стивенса в Хобокене (Нью-Джерси) степени бакалавра наук и магистра наук, работал инженером, занимался частным предпринимательством.
В 2016 году проиграл с результатом 46,4 % губернаторские выборы в Монтане Стиву Буллоку.
В 2017 году вследствие отставки Райана Зинке в Монтане были организованы дополнительные выборы в Палату представителей от единого избирательного округа, на которых Джанфорте получил 51 % голосов, победив демократа Роба Куиста, которого поддержали 44 % избирателей. Накануне голосования Джанфорте был обвинён в нападении на корреспондента газеты «The Guardian» Боба Джекобса, освещавшего предвыборную кампанию.
3 ноября 2020 года при личной поддержке президента Трампа избран губернатором Монтаны, став первым республиканцем в этой должности за 16 лет. Его соперником был действующий вице-губернатор Майк Куни.
18 мая 2023 года Джанфорте подписал закон штата о запрете на территории Монтаны соцсети TikTok с целью защиты граждан от сбора информации о них китайскими властями, вследствие чего Монтана стала первым штатом, установившим такой запрет.
5 ноября 2024 года был переизбран на новый срок, победив на губернаторских выборах демократа Райана Буссе.